# Давати (стела)
Стелата Давати (на грузински: დავათის სტელა) е ранен християнски каменен артефакт, намерен в планините на Източна Грузия.
Открита е във високопланинското село Давати, Душетски муниципалитет от административния край Мцхети-Мтианети. Намерена е през 1980 г. в една малка църква, посветена на Дева Мария от VIII – IX век, разположена на брега на река Арагви. Съхранява се в Националния музей на Грузия.
Стелата представлява каменен барелеф, на който са изобразени два архангела – Михаил и Гавраил, които държат помежду си пергамент с изписана древногрузинската азбука Асомтаврули. Това е най-старото изображение на тази азбука, което достига до наши дни.
Някои учени датират стелата към IV – VI век от новата ера. На трите буквите კტწ (კ=К, ტ=Т, и ჭ=Ч) е поставена индикация във вид на знак, която, по мнението на Р. Рамишвили, съответства на определени числа. Съобразявайки се с факта, че числата в древногрузинските текстове са обозначени с букви, той определя тези трите като 5000, 300 и 20, което прави 5320 година. Отчитайки приетото в Библията начало на летоброенето през 5604 г. и правейки простото изчисление 5604 – 5320=284, достига до извода, че на стелата става въпрос за 284 година. Всъщност, именно тази година е приета като дата на създаването на грузинската азбука от Фарнаваз I, цар на Иверия.
- Горната част на стелата
- Надпис на стелата